# Le Signe des ancêtres
Pour les articles homonymes, voir Pour le nom de l'écharpe d'offrande mongole appelée « khadak », voir khata.
Pour plus de détails, voir Fiche technique et Distribution.
Le Signe des ancêtres (Khadak) est un film néerlando-belgo-allemand de Jessica Woodworth et Peter Brosens réalisé en 2006.

## Synopsis
Prenant place dans les steppes glacées de Mongolie, « Khadak » raconte l'épopée de Bagi, un jeune nomade destiné à devenir chamane. Un fléau s'abat sur le bétail et les nomades sont relogés de force dans des villes minières désolées. Bagi sauve la vie d'une belle voleuse de charbon, Zolzaya, et ensemble ils enquêtent sur cette épidémie qui contraint les nomades à quitter leurs steppes…

## Fiche technique
- Titre : Le Signe des ancêtres
- Titre original : Khadak
- Réalisation : Peter Brosens et Jessica Woodworth
- Scénario : Peter Brosens et Jessica Woodworth
- Musique : Christian Fennesz, Dominique Lawalrée, Michel Schöpping et Altan Urag
- Photographie : Rimvydas Leipus
- Montage : Nico Leunen
- Production : Heino Deckert
- Société de production : Bo Films, Centre du Cinéma et de l'Audiovisuel et des Télédistributeurs Wallons, Cinéart, Lemming Film, Ma.Ja.De Filmproduktion, Vlaamse Radio en Televisie, ZDF, Arte et uFilm
- Pays :  Belgique,  Allemagne et  Pays-Bas
- Genre : Drame
- Durée : 104 minutes
- Dates de sortie :  
  - Italie : 31 août 2006 (Mostra de Venise)
  - Canada : 8 septembre 2006 (Festival du film de Toronto)
  - Belgique : 21 février 2007

## Distribution
- Batzul Khayankhyarvaa : Bagi
- Tsetsegee Byamba : Zolzaya
- Banzar Damchaa : le grand-père de Bagi
- Tserendarizav Dashnyam : la chamane
- Dugarsuren Dagvadorj : la mère de Bagi
- Uuriintuya Enkhtaivan : Naraa
- Otgontogos Namsrai : le docteur
- Gereisukh Otgon : l'infirmière
- Bat-Erdene Damdinsuren : le frère de Zolzaya

## Récompenses
- 2006 : Lion du Futur (prix Luigi De Laurentiis) : Festival de Venise